# Cedicoides maerens
Cedicoides maerens är en spindelart som först beskrevs av Simon 1889.  Cedicoides maerens ingår i släktet Cedicoides och familjen vattenspindlar.
Artens utbredningsområde är Turkmenistan. Inga underarter finns listade i Catalogue of Life.